# Йеменски дрозд
Йеменски дрозд (Turdus menachensis) е вид птица от семейство Turdidae. Видът е световно застрашен, със статут Уязвим.

## Разпространение
Видът е разпространен в Йемен и Саудитска Арабия.